# Федун, Юрий Александрович
Юрий Александрович Федун (род. 26 марта 1969 года, Харьков, УССР, СССР) — советский и украинский спортсмен, боксёр, кикбоксер. Чемпион мира по кикбоксингу 1993 года (Будапешт) по версии Всемирной Ассоциации Организаций Кикбоксинга WAKO в боях фулл-контакт (под флагом СНГ). Чемпион мира по кикбоксингу 1994 года (Киев) по версии Всемирного совета по каратэ и кикбоксингу WKC. Чемпион мира среди любителей (Испания, Мадрид) в 1999 году
Выступал в 1-м среднем весе (Light Middleweight), до 71 кг. Тренер — Крамаренко Виктор Николаевич.

## Биография
Родился в 1969 году в городе Харьков Украинской ССР. С 1982 года начал заниматься боксом, с 1991 года — кикбоксингом.

## Спортивная карьера

### Бокс
- 1984 — Первенство РС «Труд» — 1 место;
- 1985 — Победитель международного турнира имени П. С. Бенедикто (Симферополь);
- 1985 — Чемпион Украины среди школьников (Харьков);
- 1985 — Победитель РС «Труд»;
- 1985 — Присвоение КМС;
- 1986 — Чемпион Харьковской обл. по боксу среди взрослых — 1 место;
- 1987 — Призёр Чемпионата Украины среди взрослых;
- 1987 — Призёр первенства СССР среди юниоров (Иркутск);
- 1987 — Чемпионат облсовета профсоюзов Харьковской обл. — 1 место;
- 1987 — Чемпионат укрсовета ДСО профсоюзов — 1 место;
- 1987 — Чемпионат ВЦСПС, Челябинск — 1 место;
- 1987 — Чемпионат ВУЗов Харьковской обл. — 1 место;
- 1987 — Кубок Харьковской обл. — 1 место;
- 1988 — Чемпионат УССР, г. Винница;
- 1988 — Всесоюзный турнир в г. Бресте — 2 место;
- 1989 — Первенство ВУЗов г. Харькова — 1 место;
- 1989 — Всесоюзный турнир памяти А. Книсиса, Рига — 2 место;
- 1990 — Чемпионат Украины г. Краматорск — 1 место;
- 1990 — Спартакиада авиавузов СССР, 1 место.

### Кикбоксинг
- 1992 — Чемпион Украины по кикбоксингу (Украина, Харьков);
- 1993 — Чемпион Мира по кикбоксингу (Будапешт, Венгрия);
- 1993 — Чемпионат Мира по Free Style, Кубок золотого дракона, 3 место (Италия, Римини)
- 1994 — Чемпион Мира по кикбоксингу среди профессионалов (Украина, г. Харьков, ДС Юбилейный);
- 1995 — Чемпион Европы среди профессионалов (Украина, г. Киев);
- 1998 — Чемпионат Европы среди любителей (Турция Стамбул);
- 1999 — Чемпион Мира среди любителей (Испания, Мадрид).

## В настоящее время
Закончив карьеру спортсмена, Юрий Федун занялся тренерской работой. В 1999 году был основан Спортивный клуб «Форвард», президентом которого он является. СК «Форвард» культивирует различные виды единоборств. С 2010 г. — Юрий Федун президент Харьковского филиала Украинской Ассоциации Боевых Искусств (УАБИ) «ОРИЕНТАЛ». Судья международной категории, МСМК по кикбоксингу, МС СССР по боксу.